# Serres-et-Montguyard
Serres-et-Montguyard település Franciaországban, Dordogne megyében. Lakosainak száma 237 fő (2022. január 1.). Serres-et-Montguyard Razac-d’Eymet, Lauzun, Saint-Aubin-de-Cadelech, Eymet és Fonroque községekkel határos.

## Népesség
A település népessége az elmúlt években az alábbi módon változott:
| Lakosok száma | 196  | 151  | 139  | 181  | 237  | 241  | 237  | 248  | 250  | 237  |
|               | 1968 | 1982 | 1990 | 2006 | 2013 | 2015 | 2017 | 2019 | 2020 | 2022 |